# Фабріціо Раванеллі
Фабріціо Раванеллі (італ. Fabrizio Ravanelli, 11 грудня 1968, Перуджа, Італія) — італійський футболіст, нападник. По завершенні ігрової кар'єри — футбольний тренер. Був головним тренером київського «Арсенала».
Як гравець насамперед відомий виступами за клуб «Ювентус», а також національну збірну Італії.
Дворазовий чемпіон Італії. Дворазовий володар Кубка Італії. Дворазовий володар Суперкубка Італії з футболу. Володар Кубка УЄФА. Переможець Ліги чемпіонів УЄФА.

## Клубна кар'єра
Вихованець футбольної школи клубу «Перуджа». Дорослу футбольну кар'єру розпочав 1986 року в основній команді того ж клубу, в якій провів три сезони, взявши участь у 90 матчах чемпіонату.
Протягом 1989-1992 років грав у складі команд клубів «Авелліно», «Казертана» та «Реджяна».
Своєю грою за останню команду привернув увагу представників тренерського штабу клубу «Ювентус», до складу якого приєднався 1992 року. Відіграв за «стару синьйору» наступні чотири сезони своєї ігрової кар'єри. Більшість часу, проведеного у складі «Ювентуса», був основним гравцем атакувальної ланки команди. У складі «Ювентуса» був одним з головних бомбардирів команди, маючи середню результативність на рівні 0,39 голу за гру першості. За цей час виборов титул чемпіона Італії, ставав володарем Кубка Італії, володарем Кубка УЄФА, переможцем Ліги чемпіонів УЄФА.
Протягом 1996—2004 років захищав кольори англійського «Мідлсбро», французького «Олімпіка» (Марсель), римського «Лаціо», знову англійських «Дербі Каунті» та «Ковентрі Сіті», а також шотландського «Данді». Виступаючи за «Лаціо» додав до переліку своїх трофеїв ще один титул чемпіона Італії, знову ставав володарем Кубка Італії.
Завершив ігрову кар'єру у клубі «Перуджа», в якому майже двадцятьма роками раніше і розпочинав професійно грати у футбол. Прийшов до команди 2004 року, захищав її кольори до припинення виступів на професійному рівні у 2005 році.

## Виступи за збірну
1995 року дебютував в офіційних матчах у складі національної збірної Італії. Протягом кар'єри у національній команді, яка тривала 4 роки, провів у формі головної команди країни 22 матчі, забивши 8 голів.
У складі збірної був учасником чемпіонату Європи 1996 року в Англії.

## Кар'єра тренера
Розпочав тренерську кар'єру, повернувшись до футболу після невеликої перерви, 2011 року, увійшовши до тренерського штабу клубу «Ювентус» як тренер однієї з юнацьких команд.
22 червня 2018 року був призначений головним тренером київського «Арсенала», який щойно здобув путівку до Прем'єр-ліги. 22 вересня того ж року оголосив про свою відставку.
| Дата       | Місто             | Господарі            | Результат | Гості             | Турнір             | Голи | Примітки |
| ---------- | ----------------- | -------------------- | --------- | ----------------- | ------------------ | ---- | -------- |
| 25/03/1995 | Салерно           | Італія               | 4 – 1     | Естонія           | Відбір до ЧЄ 1996  | 1    |          |
| 29/03/1995 | Київ              | Україна              | 0 – 2     | Італія            | Відбір до ЧЄ 1996  | -    |          |
| 06/09/1995 | Удіне             | Італія               | 1 – 0     | Словенія          | Відбір до ЧЄ 1996  | 1    |          |
| 08/10/1995 | Спліт             | Хорватія             | 1 – 1     | Італія            | Відбір до ЧЄ 1996  | -    |          |
| 11/11/1995 | Барі              | Італія               | 3 – 1     | Україна           | Відбір до ЧЄ 1996  | 2    |          |
| 15/11/1995 | Реджо-нель-Емілія | Італія               | 4 – 0     | Литва             | Відбір до ЧЄ 1996  | -    |          |
| 24/01/1996 | Терні             | Італія               | 3 – 0     | Уельс             | товариський матч   | 1    |          |
| 29/05/1996 | Кремона           | Італія               | 2 – 2     | Бельгія           | товариський матч   | -    |          |
| 01/06/1996 | Будапешт          | Угорщина             | 0 – 2     | Італія            | товариський матч   | -    |          |
| 11/06/1996 | Ліверпуль         | Італія               | 2 – 1     | Росія             | ЧЄ 1996 - 1-й етап | -    |          |
| 14/06/1996 | Ліверпуль         | Чехія                | 2 – 1     | Італія            | ЧЄ 1996 - 1-й етап | -    |          |
| 05/10/1996 | Кишинів           | Молдова              | 1 – 3     | Італія            | Відбір до ЧС 1998  | 2    |          |
| 09/10/1996 | Перуджа           | Італія               | 1 – 0     | Грузія            | Відбір до ЧС 1998  | 1    |          |
| 06/11/1996 | Сараєво           | Боснія і Герцеговина | 2 – 1     | Італія            | товариський матч   | -    |          |
| 22/01/1997 | Палермо           | Італія               | 2 – 0     | Північна Ірландія | товариський матч   | -    |          |
| 12/02/1997 | Лондон            | Англія               | 0 – 1     | Італія            | Відбір до ЧС 1998  | -    |          |
| 30/04/1997 | Неаполь           | Італія               | 3 – 0     | Польща            | Відбір до ЧС 1998  | -    |          |
| 29/10/1997 | Москва            | Росія                | 1 – 1     | Італія            | Відбір до ЧС 1998  | -    |          |
| 15/11/1997 | Неаполь           | Італія               | 1 – 0     | Росія             | Відбір до ЧС 1998  | -    |          |
| 28/01/1998 | Катанія           | Італія               | 3 – 0     | Словаччина        | товариський матч   | -    |          |
| 22/04/1998 | Парма             | Італія               | 3 – 1     | Парагвай          | товариський матч   | -    |          |
| 02/06/1998 | Гетеборг          | Швеція               | 1 – 0     | Італія            | товариський матч   | -    |          |
| Усього     |                   | Матчів               | 22        |                   | Голів              | 8    |          |

## Титули і досягнення

### Командні
- Чемпіон Італії (2):

«Ювентус»: 1994–95
«Лаціо»: 1999–00
- Володар Кубка Італії (2):

«Ювентус»: 1994–95
«Лаціо»: 1999–00
- Володар Суперкубка Італії з футболу (2):

«Ювентус»: 1995
«Лаціо»: 2000
- Володар Кубка УЄФА (1):

«Ювентус»: 1992–93
- Переможець Ліги чемпіонів УЄФА (1):

«Ювентус»: 1995–96

### Особисті
- Найкращий бомбардир Кубка Італії (1):

1994–95 (6)